# Rosita Boisseau
Pour les articles homonymes, voir Boisseau (homonymie).
Rosita Boisseau est une journaliste et critique française spécialiste de la danse, et auteure d'expositions, de films et d'essais sur la danse contemporaine. Elle a été nommée chevalier des Arts et des Lettres en 2022.

## Biographie
Rosita Boisseau est spécialiste de la danse contemporaine, classique et hip-hop. Elle a débuté comme chroniqueuse à Radio Nova au milieu des années 1980, puis a animé pendant treize ans une émission mensuelle intitulé Spécial danse sur France Culture.
Elle travaille pour les journaux Le Monde (elle a pris progressivement la relève de Dominique Frétard en 2001-2002) et Télérama pour lesquels elle s'occupe de l'actualité de toutes les formes de danse (contemporaine, moderne, classique, hip-hop).
Rosita Boisseau est également l'auteur de quatre monographies sur les chorégraphes Régine Chopinot, Philippe Decouflé, le duo Montalvo-Hervieu et Sidi Larbi Cherkaoui. En 2006, elle publie Panorama de la danse contemporaine, dans lequel elle expose sous forme de brèves présentations sa sélection des chorégraphes les plus influents et importants de ces 30 dernières années, ouvrage qui sera révisé et augmenté en 2008. Elle décline le principe en 2010 en consacrant un second panorama à la danse classique et néo-classique.

## Essais
- Régine Chopinot, éditions Armand Colin, 1990
- Paris-ci, avec François Boisrond, éditions Dernier terrain vague, 1993
- Philippe Decouflé, Éditions Textuel, 2003  (ISBN 2-84597-096-X)
- Deuxième peau - Habiller la danse, avec Philippe Decouflé, Jean-Noël Guérini et Daniel Sibony, Actes Sud, 2005  (ISBN 2742758763)
- Panorama de la danse contemporaine. 90 chorégraphes, éditions Textuel, 2006  (ISBN 2-84597-188-5)
- Panorama de la danse contemporaine. 100 chorégraphes (nouvelle édition augmentée) éditions Textuel, 2008  (ISBN 978-2845972964), 656 p.
- Montalvo-Hervieu, avec Louis-José Lestocart et Benito Pelegrin, éditions Textuel, 2009  (ISBN 978-2845973046)
- Panorama des ballets classiques et néo-classiques, avec René Sirvin, éditions Textuel, 2010  (ISBN 978-2845973978), 540 p.[3]
- Danse et art contemporain, avec Christian Gattinoni et Laurent Philippe (photographies), Nouvelles éditions Scala, coll. « Sentiers d'art », 2011,  (ISBN 978-2359880281)
- Swan : Création pour cygnes et danseuses de Luc Petton, avec Laurent Philippe, Nouvelles éditions Scala, 2012,  (ISBN 978-2359880755)
- Sidi Larbi Cherkaoui, éditions Textuel, 2013  (ISBN 978-2-84597-480-7), 192 p.
- Chefs-d'œuvre de la danse : Le Lac des cygnes, Casse-Noisette, La Belle au bois dormant, éditions Textuel, 2013  (ISBN 978-284597-481-4), 128 p.[4]
- Danse contemporaine, avec Laurent Philippe (photographies), Nouvelles éditions Scala, coll. « Art du spectacle », 2016,  (ISBN 978-2359881738), 144 p.[5]
- Le Cirque contemporain, avec Christophe Raynaud de Lage, Nouvelles éditions Scala, coll. « Art du spectacle », 2017,  (ISBN 978-2359881936), 144 p.
- Photographier la danse, de Laurent Philippe (photographies), Nouvelles éditions Scala, coll. « Art du spectacle », 2018,  (ISBN 978-2359882087), 160 p.
- Danser Pina, avec Laurent Philippe (photographies), éditions Textuel, 2018  (ISBN 978-2-84597-701-3), 224 p.[6],[7]
- Pina Bausch, avec Laurent Philippe (photographies), Nouvelles éditions Scala, coll. « Art du spectacle », 2019,  (ISBN 978-2359882292), 192 p.[8]

## Filmographie
- L'Homme qui danse, Rosita Boisseau et Valérie Urréa, documentaire de 59 min, 2004[9]

## Distinctions
- Prix du syndicat de la critique 2019 : Prix du meilleur livre sur la danse pour Danser Pina
- Prix du syndicat de la critique 2022 : Prix du meilleur livre sur la danse pour Danser Hip Hop